# فرودگاه فاپلو
 فرودگاه فاپلو (به انگلیسی: Phaplu Airport) یک فرودگاه همگانی با کد یاتا PPL است . این فرودگاه در کشور نپال قرار دارد و در ارتفاع ۲۴۱۳ متری از سطح دریا واقع شده‌است.